# Икэда, Синъя
Синъя Икэда (яп. 池田 眞也 Икэда Синъя) — японский сценарист.

## Биография
Родился в городе Инадзава префектуры Айти. Окончил высшую школу префектуры Айти «Асахигаока» (愛知県立旭丘高等学校). Выпускник кафедры английской и американской литературы института Дайтобунка (大東文化大学). Во время учёбы входил в XXIV Клуб любителей кинематографа.
После окончания института учился в академии киноискусства города Камакура, поступил на работу в телестудию Eisei Gekijo Company. Занимался организацией передач, но через шесть лет покинул компанию, чтобы осуществить свою мечту — написать сценарий. С тех пор работает независимо. Занимается написанием сценариев и режиссёрской работой.
Является автором сценария к фильму Кадзуо Куроки «Когда живёшь с отцом»　(「父と暮せば」Chichi to Kuraseba), экранизации одноимённой пьесы Хисаси Иноуэ. Фильм, повествующий о тяжелой судьбе выживших после атомной бомбардировки жителей города Хиросима, был удостоен нескольких престижных национальных наград таких, как «Специальный приз Yokohama Film Festival (2005)», премия японских киножурналистов «Голубая лента» (2004), а также премия на 17-м Nikkan Sports Film Awards и др.
В 2013 году Синъя Икэда представил свою дебютную режиссёрскую работу — коммерческий фильм «Две сёгистки» (「二人の女勝負師」, англ. название «Two Shogi Madam Masters»), к которому он также написал сценарий. Фильм рассказывает о соперничестве двух женщин-игроков в сёги.
С 2010 года в городе Камакура префектуры Канагава под его руководством проходят совместные киносъёмки с детьми (「子ども映画撮影会」), в которых дети получают возможностью почувствовать себя настоящими режиссёрами и актёрами.

## Список работ
- «Когда живешь с отцом» (「父と暮せば」) — сценарист
- «Две сёгистки» (「二人の女勝負師」) — режиссёр, сценарист